# Castelo de Vide
Castelo de Vide és un municipi portuguès, situat al districte de Portalegre, a la regió d'Alentejo i a la subregió de l'Alto Alentejo. L'any 2006 tenia 3.748 habitants. Limita al nord-est amb Valencia de Alcántara, a l'oest amb Marvão, al sud amb Portalegre, al sud-oest amb Crato i a l'oest i nord-oest amb Nisa.

## Població
| Població del concelho de Castelo de Vide (1801 – 2004) | Població del concelho de Castelo de Vide (1801 – 2004) | Població del concelho de Castelo de Vide (1801 – 2004) | Població del concelho de Castelo de Vide (1801 – 2004) | Població del concelho de Castelo de Vide (1801 – 2004) | Població del concelho de Castelo de Vide (1801 – 2004) | Població del concelho de Castelo de Vide (1801 – 2004) | Població del concelho de Castelo de Vide (1801 – 2004) | Població del concelho de Castelo de Vide (1801 – 2004) |
| ------------------------------------------------------ | ------------------------------------------------------ | ------------------------------------------------------ | ------------------------------------------------------ | ------------------------------------------------------ | ------------------------------------------------------ | ------------------------------------------------------ | ------------------------------------------------------ | ------------------------------------------------------ |
| 1801                                                   | 1849                                                   | 1900                                                   | 1930                                                   | 1960                                                   | 1981                                                   | 1991                                                   | 2001                                                   | 2004                                                   |
| 7006                                                   | 6031                                                   | 6614                                                   | 6837                                                   | 6538                                                   | 4187                                                   | 4145                                                   | 3872                                                   | 3780                                                   |

## Freguesies
- Nossa Senhora da Graça de Póvoa e Meadas
- Santa Maria da Devesa (Castelo de Vide)
- Santiago Maior (Castelo de Vide)
- São João Baptista (Castelo de Vide)

## Personatges il·lustres
- Garcia de Orta (1501-1568) metge i científic.